# Cimitero parigino di Pantin
Il cimitero di Pantin (in francese, Cimetière de Pantin) è un cimitero gestito dal comune di Parigi, situato fra i comuni di Pantin e Bobigny, nel dipartimento di Seine-Saint-Denis.
L'estensione su una superficie di 107,60 ettari rende questo cimitero il più esteso di tutti i cimiteri parigini, nonché il più grande cimitero, in attività, presente in Francia.

## Descrizione
Venne inaugurato il 15 novembre 1886, insieme al cimitero parigino di Bagneux; attualmente si stimano circa 200 000 sepolture, raggruppate in 180 divisioni. Nel complesso, fra le attuali e le passate inumazioni e i costanti rimpiazzi, circa un milione di persone sono state sepolte. Ogni anno si contano circa 5 000 sepolture.

## Personalità sepolte

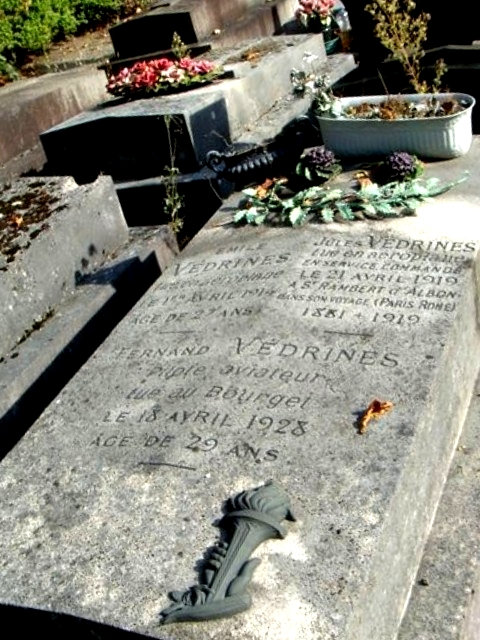
Tomba di Jules Védrines

- Jeanne Aubert (1900 - 1988), attrice e cantante
- Jacques Audierti
- Émile Bernard (1868 - 1941), pittore
- Joseph-Émile Bourdais
- Damia (1889 - 1978), cantante e attrice
- Jean d'Yd
- la famiglia circense Fratellini
- Fréhel (1891 - 1951), cantante e attrice
- Wiera Gran (1916 - 2007), cantante e attrice polacca
- Léon Grégoire
- Alphonse Halimi (1932 - 2006), pugile
- Jindřich Heisler
- Helno (1963 - 1993), cantante
- Véra Korène
- Lautréamont (1846 - 1870), poeta
- Ginette Leclerc (1912 - 1992), attrice
- Emmanuel Lévinas (1906 - 1995), filosofo
- Jean-Pierre Melville (1917-1973), regista, sceneggiatore, attore e produttore
- Émile Mercadier
- Pierre-Louis
- Jules Védrines (1881 - 1919), aviatore
- Ilarie Voronca
- Louise Weber (1866 - 1929), ballerina – nel 1992 viene trasferita al cimitero di Montmartre
- Edouard Zelenine